# 天摩由貴
天摩 由貴（てんま ゆき、1990年7月 - ）は、日本の障害者スポーツ選手。種目は陸上競技およびゴールボール。
2012年ロンドンパラリンピック陸上競技、2016年リオデジャネイロパラリンピックおよび2020年東京パラリンピックゴールボール女子日本代表。視覚障害を持つ。

## 来歴
青森県八戸市出身。視覚障害を持って生まれる。両親から「やりたいことをやる」ように勧められ、体育の好きな子に育つ。八戸市の盲学校に中学まで在学するが、生徒数が少ないため、クラブ活動ができる環境にはなかった。
筑波大学附属視覚特別支援学校高等部に入学し、寮生活を送る。当初はフロアバレーボール部に所属したが、各地のローカルルールのために全国大会がないと知ったり、1年生の秋に全国障害者スポーツ大会の60メートル音競走で負けた悔しさから陸上部の練習に加わり、2年生から正式に入部した。短距離の100メートル競走と200メートル競走が中心で、「部活動が一番の楽しみ」になった。
視覚障害のため体育では教員になれないことから、得意な数学を選び、日本大学文理学部数学科に進学する。陸上競技部には所属せず、教員の近藤克之の指導を受けて2人でトレーニングをおこなった。天摩はロンドンパラリンピックへの出場を当初から目標に掲げ、それに向かってステップを決めて取り組んだ。2010年アジアパラ競技大会（広州市）で200メートルに優勝、100メートルでも4位に入賞する。
2012年ロンドンパラリンピックでは100メートルと200メートルに出場したが、いずれも予選で敗退した。大会後、世界との差を痛感した天摩は、陸上競技から引退して日本大学大学院総合基礎科学研究科地球情報数理科学専攻修士課程に進む。筑波大学附属視覚特別支援学校で数学の非常勤講師を務めているときにゴールボール部顧問から勧誘を受けて2014年1月にゴールボールに転向した。
修士課程修了後の2015年に株式会社マイテックに入社する。同年、アジアパシフィック選手権大会で参加する女子チームが優勝した。2016年リオデジャネイロパラリンピックでは、チームは5位に入賞した。
2019年12月に、2020年東京パラリンピックの日本代表に内定した。チームのキャプテンを務めた東京大会で銅メダルを獲得。